# Medieval Classic Rock
«Medieval Classic Rock» — тринадцатый студийный альбом белорусской группы «Стары Ольса», играющей средневековый фолк. Альбом содержит кавер-версии рок-хитов второй половины XX века, исполненных при помощи средневековых инструментов. Вышел 15 августа 2016 года на американском лейбле «Cool Hat Records». Был записан под влиянием отзывов пользователей YouTube после успеха на сервисе видеозаписи группы с исполнением кавер-версии песни «One» группы Metallica.

## Об альбоме
Лидер группы «Стары Ольса» Дмитрий Сосновский в одном из интервью сказал, что, как ни странно, современная музыка и музыка средневековья сочетаются между собой. Риффы гитарной рок-музыки весьма удачно ложатся на старинные средневековые инструменты. Сосновский также рассказал, что иногда на репетициях для развлечения группа играет современные песни на старинных инструментах, но относится к этому только как к шутке и не исполняет эти произведения на концертах. В октябре 2014 года группа «Стары Ольса» принимала участие в программе «Легенды.Live» на телеканале ОНТ, которая была посвящена творчеству группы Metallica, где исполнила композицию «One». Видеозапись этого выступления вызвала интерес у зрителей на сайте YouTube. На западных метал-сайтах появились заметки об этом видео. Затем группа для этой же программы записала ещё несколько кавер-версий. Сначала это была песня «Child in Time» группы Deep Purple, а позже «Californication» Red Hot Chili Peppers. Затем на фестивале, посвящённом The Beatles, группа исполнила композиции «Ob-La-Di, Ob-La-Da» и «Yellow Submarine».
По словам участников группы, всё это время им писали люди со всего света, которые отмечали новое и свежее звучание известных хитов, а также спрашивали, где можно купить альбом. Группа также начала получать приглашения приехать с гастролями в США. В конце февраля 2016 года музыканты вышли на сайт Kickstarter, чтобы попробовать собрать деньги на запись полноценного альбома, куда бы вошли кавер-версии рок-хитов, записанные при помощи средневековых инструментов. Первоначальная сумма в 7000 долларов была собрана за неделю, и музыканты немного увеличили её, чтобы записать ещё несколько треков. Новые треки спонсоры с Kickstarter могли выбрать сами из предложенных путём голосования. Поскольку денег стало поступать гораздо больше, чем нужно просто на запись альбома, участники группы начали планировать гастроли в США. Требуемая сумма была ещё раз увеличена, на этот раз уже чтобы покрыть расходы на визы, перелёт через Атлантику и аренду микроавтобуса. В общем итоге было собрано 29 890 долларов.
Альбом «Medieval Classic Rock» был записан в Минске и выпущен небольшим тиражом в США на лейбле «Cool Hat Records» в середине августа. Презентация прошла 19 августа в Сан-Франциско. С этого момента и до начала октября группа «Стары Ольса» путешествовала с гастролями по США. В общей сложности музыканты побывали в 21 штате и отыграли 58 концертов. 20 ноября презентация нового альбома прошла в Минске.
По словам участников группы, их концерты во время гастролей посещали в основном американцы. Славяне в большинстве своём присутствовали только на концертах в Сан-Франциско и Нью-Йорке. Музыканты отметили, что в Америке также проводятся ренессансные фестивали, хотя там и не было средневековья, однако у американцев своё представление об этом. На их фестивалях можно встретить и викингов, и мушкетёров, и солдат Второй мировой войны. Сосновский также рассказывает о случае, когда в штате Мэриленд группа выступала в лютеранской церкви и местный пастор сам попросил их исполнить «Highway to Hell».

## Список композиций
| №                   | Название                                                 | Автор                 | Длительность |
| ------------------- | -------------------------------------------------------- | --------------------- | ------------ |
| 1.                  | «Highway to Hell»                                        | AC/DC                 | 3:21         |
| 2.                  | «Another Brick in the Wall, Part II»                     | Pink Floyd            | 4:08         |
| 3.                  | «Californication»                                        | Red Hot Chili Peppers | 4:11         |
| 4.                  | «A Hard Day’s Night»                                     | The Beatles           | 2:32         |
| 5.                  | «One»                                                    | Metallica             | 3:30         |
| 6.                  | «Child in Time»                                          | Deep Purple           | 6:22         |
| 7.                  | «Ob-La-Di, Ob-La-Da» (Instrumental)                      | The Beatles           | 2:10         |
| 8.                  | «Iron Man»                                               | Black Sabbath         | 4:30         |
| 9.                  | «Ai Vis Lo Lop / Smells Like Teen Spirit» (Instrumental) | народное / Nirvana    | 4:30         |
| Общая длительность: | Общая длительность:                                      | Общая длительность:   | 35:14        |

- Инструментальная композиция «Smells Like Teen Spirit» смикширована с провансальской народной песней «Ai Vis Lo Lop» (рус. «Я видел волка»).

## Участники записи
- Илья Кублицкий — лютня, цистры
- Алесь Чумаков — вокал, гусли, цистра, ребек, средневековые жалейки, колёсная лира, тромба марина
- Мария Шарий — флейты, средневековые жалейки
- Дмитрий Сосновский — дудки
- Сергей Тапчевский — барабаны, перкуссия, бэк-вокал
- Алексей Войтех — барабаны, перкуссия
- Андрей Апанович — бэк-вокал
- Виталий Кулевский — бэк-вокал
- Виталий Кулевский — запись (студия Sunflowers, Минск)
- Юрий Горячко — сведение и мастеринг[18]

## Рецензии
На сайте Experty.by средняя оценка альбома от экспертов 6,5 из 10. Николай Янкойть отметил, что эта запись очень качественная и грамотная, однако это просто альбом каверов и не больше. По его мнению здесь не хватает кроссоверов вроде последнего трека. Егор Цывилько также отметил, что у группы на этом альбоме заметны проблемы с оригинальностью: «Всё же рубить средневековую музыку с рок-драйвом у «Старого Ольсы» получается более захватывающе, чем вписывать современный рок в древность». По словам же Конрада Ерофеева: «Шутки, вырванные из контекста, перестали быть смешными, никакого нового музыкального измерения материал не получил, и в итоге имеем в лучшем случае — фан-сервис, в худшем — банальный китч».